# François René de Chateaubriand

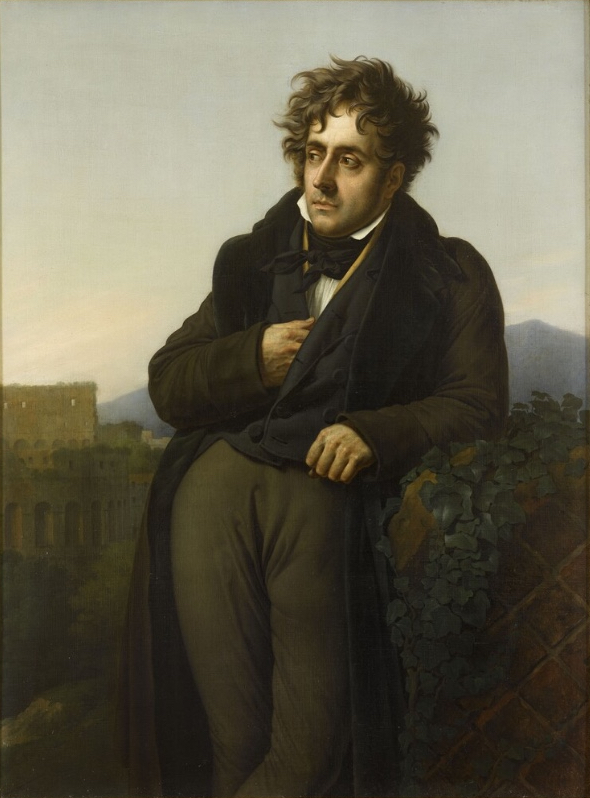
François-René de Chateaubriand

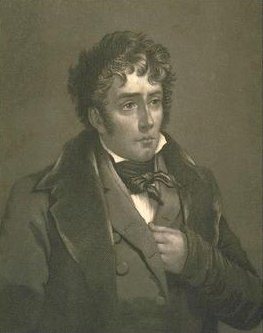
François René de Chateaubriand

François-Auguste-René de Chateaubriand [šatobriján] (4. září 1768 Saint-Malo – 4. července 1848 Paříž) byl francouzský konzervativec, diplomat a preromantický spisovatel. Je považován za jednoho z nejvýznačnějších předchůdců romantismu ve francouzské literatuře.
Pochází ze staré rodové šlechty, v roce 1791 podnikl cestu do Severní Ameriky, která měla pro jeho tvorbu zásadní význam.
Období revolučního teroru strávil v exilu. Po návratu do Francie v roce 1800 působil krátce ve službách císařské diplomacie. Za restaurace se vrátil do diplomatických služeb; v roce 1815 a 1822–24 působil jako ministr zahraničí Francie. Ve 30. letech dvakrát cestoval s diplomatickým posláním k exilovému francouzskému králi Karlovi X. do Prahy, bydlel na Malé Straně v Lázeňské ulici (kde je umístěna pamětní deska).
Byl milencem madame Juliette Récamierové. Proslavil se i jako kuchař, byl po něm nazván biftek Chateaubriand.
Do francouzské literatury vnesl témata, která předznamenala nástup romantismu, někdy bývá označován jako nejvýznamnější představitel francouzského preromantismu. Jeho dílo mělo obrovský vliv nejen na francouzskou literaturu 19. století (zejména na tvorbu Victora Huga), ale také na ostatní evropskou a severoamerickou prózu.
V Česku je znám především svou novelou Atala aneb Láska dvou divochů na poušti, kterou přeložil Josef Jungmann (1805) ve snaze dokázat, že čeština je schopna vyjadřovat i nejmodernější umělecké obsahy.

## Biografie

### Dětství a manželství
Chateaubriand se narodil v Bretani, přímořském městě Saint-Malo, v bývalé židovské uličce (dnešní Chateaubriandova ulice), v domě číslo 3, který je dnes využíván jako hotel La Gicquelais.
Vikomt François-René Chateaubriand pochází z velmi staré aristokratické zkrachovalé rodiny ze Saint-Mala. Rodina Chateaubriandů se zde usadila v roce 1757. Svojí tehdejší důstojnost a váženost získala díky finančním úspěchům Chateaubriandova otce, hraběte René-Augusta (René Auguste de Chateaubriand, rytíře, hraběte z Combourgu, pána z Gaugres, le Plessis- l'Epine, Boulet, Malestroit-en-Dol a dalších míst). René-Auguste Chateaubriand zbohatl především díky námořnímu obchodu s koloniemi kde během válek sloužil na válečné lodi a v době míru lovil tresky a obchodoval s černošskými otroky. Byl nejmladší z deseti dětí, z nichž čtyři zemřely v nízkém věku; malý François byl nucen žít daleko od rodičů v Plancoët u babičky madame de Bédée, která ho často brala s sebou na návštěvu k jeho prastrýci na panství v Monchoix. Když mu byly tři roky, mohl si otec díky svým ziskům dovolit znovu koupit zámek v Combourgu v Bretani, do kterého se malý Chateaubriand nastěhoval v roce 1777. Prožil tu celé dětství, jež později popsal jako neradostné vinou zamlklého otce a pověrčivé, churavé, třebaže jinak veselé a kultivované matky Apolline Jeanne Suzanne de Bédée, dceři pána de La Bouëtardaye.

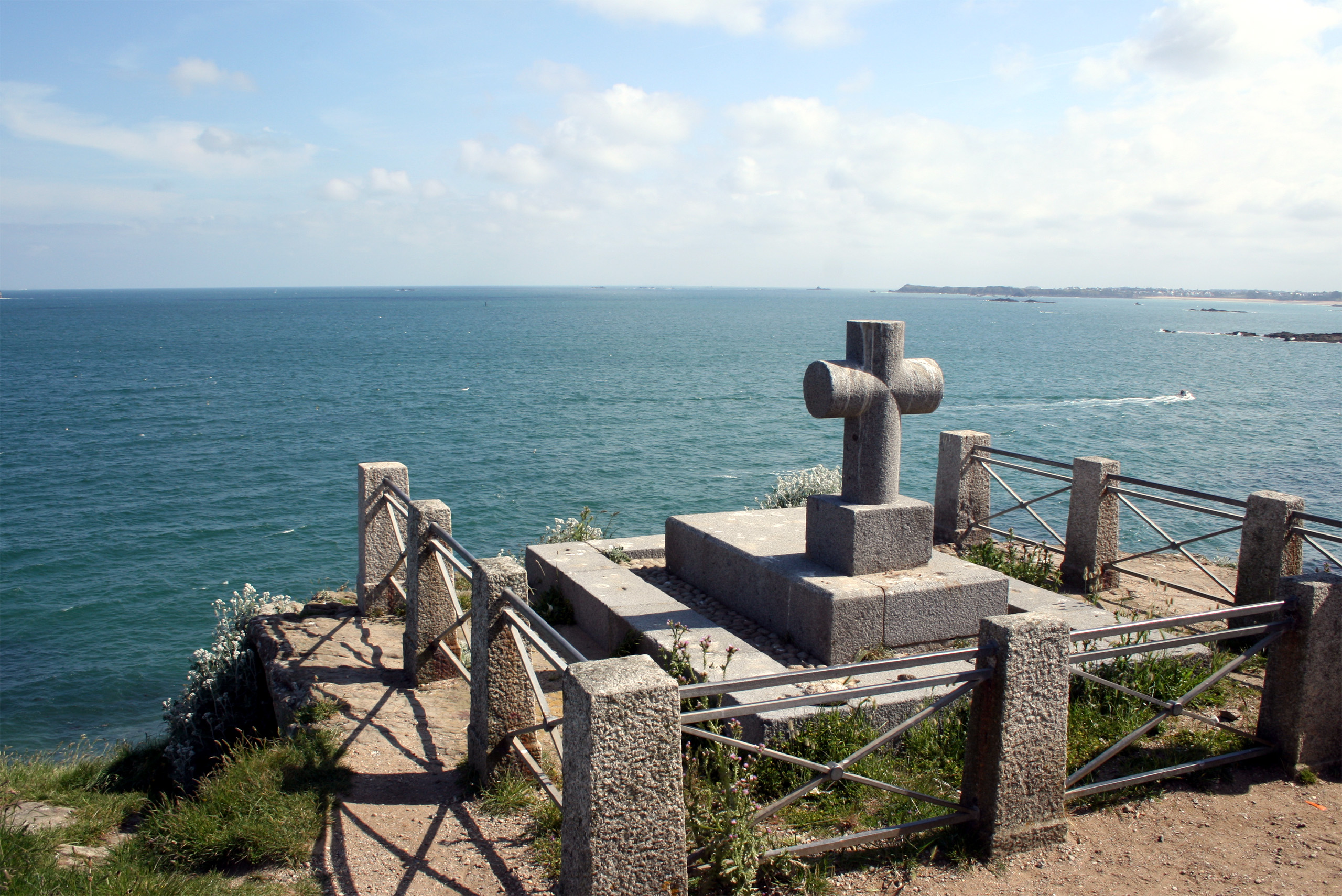
Jeho hrob v přístavu Saint-Malo (Francie).

Poté úspěšně absolvoval studium v Dol (1777-1781) v Rennes (1782) a v Dinanu (1783). V sedmnácti obdržel z nařízení svého bratra Jeana-Baptisty hodnost podporučíka navarského pluku a o dva roky později se stal kapitánem. Roku 1788 přijel do Paříže, kde se dostal do kontaktu s Jeanem-Françoisem de La Harpe, Jeanem –Pierrem Louisem de Fontanes a jinými spisovateli té doby. Zde začíná psát. Jeho prvním literárním příspěvkem byly verše pro l’Almanach des Muses (Almanach múz). V literární tvorbě ho inspiroval Pierre Corneille, a také četba knih Jeana Jacquesa Rousseaua.
V lednu 1789 byl přítomen shromáždění bretaňských stavů a v červnu téhož roku se společně se svými sestrami Julií a Lucile účastnil Dobytí Bastily.
Tři roky poté se oženil s Céleste de La Vigne-Buisson (Céleste de Chateaubriand), sedmnáctiletou dívkou pocházející z rodiny loďařů v Saint-Malu. Manželství s Célestou zůstalo bezdětné.

### Exil
V období Francouzské revoluce, v roce 1791, se vzdálil Francii a vydal se lodí do Nového světa. Jak sám píše, potuloval se rok v lesích Severní Ameriky, kde ho setkání s divochy a soužití s domorodci inspirovalo k napsání Les Natchez. Tímto dílem rozesmál Američany, když se při vyprávění o pobřeží Mississippi zmiňoval také o banánovnících a opicích. V této krajině nacházel odraz svých pocitů z vyhnanství a ze samoty.
Po návratu z Ameriky v roce 1792 se přidal v Coblence k odboji, aby mohl tak bojovat proti vojskům Republiky; jeho mladá žena Céleste, která žila v Bretani a kterou zanechával bez jediné zprávy o sobě, byla zatčena. Důvodem byla skutečnost, že byla manželkou emigranta. Byla poslána do vězení v Rennes, kde zůstala až do 9. Thermidoru. Chateaubriand byl zraněn v Thionville a převezen do Jersey, kde se léčil. Toto zranění pro něj znamenalo konec vojenské kariéry.
Poté, v roce 1792, odešel do Londýna. Zde žil zpočátku v bídě (přebýval na půdě v jednom z domů v Holbornu), ale po čase si začal vydělávat hodinami francouzštiny a překládáním pro knihkupectví. Roku 1797 zde vydal své první dílo l’Essei historique, politique et moral sur les révolutions anciennes et modernes, considérées dans leurs rapports avec la Révolution francaise, ve kterém vyjádřil své politické a náboženské ideje, jež byly v poměrném nesouladu s tím, co později učil, ale ve kterém se především projevil jeho spisovatelský talent. Toto dílo nezaznamenalo žádné kritické ohlasy. Jedinou zmínku učinil Amable de Baudus v květnu 1797 ve svých novinách le Spectateur du Nord.
Roku 1794 byli v Paříži popraveni jeho bratr, jeho švagrová (vnučka Malsherbese, advokáta Ludvíka XVI) a část jejich rodiny gilotinou.

### Návrat do Francie a první literární úspěchy
Dopis jeho umírající matky ho znovu přiměl obrátit se k víře. Po návratu do Francie v roce 1800 se spolu Jeanem-Pierrem Louisem de Fontanesem ujal vedení časopisu Mercure de France. V této funkci setrval několik let. Zde v roce 1801 publikoval své další dílo Atala. Atala vyvolala všeobecný obdiv.
V téže době píše René, knihu, která v sobě nese stopy snové melancholie a stala se modelem pro básníky romantismu. Autor v ní vypráví o počestné, ale vášnivé a horoucí lásce k sestře Lucile, která mu říká „okouzlující“. Jeho žena Céleste žije s Lucile na zámku v Bretani, ale o François-Reném, jejich velkém muži, kterého milují, už spolu nemluví.
14. dubna 1802 vydal knihu Génie du christianisme (Duch křesťanství), kterou napsal zčásti v Anglii. Atala a René jsou původně jen epizodami v tomto díle: chtěl v ní ukázat, že křesťanství, převyšující svou neposkvrněnou morálkou pohanství, není o nic méně nakloněné umění a poezii než antika. Oslavuje v ní svobodu, kterou považuje za dceru křesťanství a nikoli revoluce.
Chateaubriand na sebe upoutal pozornost prvního konzula Napoleona Bonaparteho a roku 1803 jím byl požádán, aby doprovázel jako tajemník velvyslanectví kardinála Fesche do Říma. Ještě téhož dne odjel François-René na svůj zámek a žádal po Céleste, aby odjela s ním. Céleste, která mezitím navázala vztah s komtesou Pauline de Beaumont, pobyt v Římě ve třech odmítla.
Roku 1804 byl Chateaubriand pověřen, aby zastupoval Francii ve Walliské republice. Zde se dozvěděl o popravě vévody z Enghien: okamžitě podá demisi a postavil se do opozice vůči císařství. Během svěcení císaře odešel ke svému příteli Josephu Joubertovi do Villeneuve-sur- Yonne, kde napsal několik kapitol z díla Martyrs (Mučedníci) a některé pasáže z Mémoires d’outre tombe (Paměti ze záhrobí).

### Cesta do Orientu
Chateaubriand se vrátil na univerzitu, kde se vrhl na projekt křesťanské epopeje. Tímto dílem chtěl poukázat na slábnoucí paganismus a rodící se náboženství. Toužil navštívit všechna místa, na kterých se jeho projekt odehrává, a tak roku 1806 odjel do Řecka, Malé Asie, Palestiny a Egypta.
Po návratu z Orientu byl Napoleonem vyhnán z Paříže a musel se zdržovat nejméně 3 míle od města. Usadil se tudíž ve Vallée-aux-Loups spadajícím pod obec Châtenay-Malabry, poblíž Sceaux, kde se uchýlil ke skromnému životu na samotě. Céleste zde žila s ním a ve svých Vzpomínkách (Les souvenirs) vypráví s humorem o jejich malebné domácnosti. V té době se zrodila další Chateaubriandova epopej Les Martyrs, tentokrát ve verších. Vyšla však až roku 1809.
Chateubriand také využil poznámek z cesty po Orientu jako materiálu k sepsání L’Itinéraire de Paris à Jérusalem (1811). Toho roku byl rovněž zvolen za člena Francouzské akademie. Jelikož však v projevu během přijímacího ceremoniálu odsoudil několik činů, které se odehrály za Revoluce, nebylo mu dovoleno se této funkce ujmout. Členem Francouzské akademie se stal tedy až po Restauraci.

### Milost a nemilost
Chateaubriand přijal návrat Bourbonů s nadšením. Proti svrženému císaři vydal 30. března 1814 ostrý pamflet De Buonaparte et des Bourbons, který byl šířen v tisících exemplářích a posloužil, slovy Ludvíka XVIII, tomuto princi stejně jako armáda. Jeho žena se angažovala po jeho boku v průběhu pařížských Sta dní, které se odehrály za návratu Bourbonů. Céleste nečekaně projevila přirozený talent pro politické záležitosti a stala se Chateaubriandovou důvěrnicí; spisovatel se jí v některých věcech nechal dokonce inspirovat. Během Restaurace hrála roli Chateaubriandova rádce. Chateaubriand doprovázel Ludvíka XVIII do Gentu a stal se jedním z členů jeho kabinetu. Věnoval mu slavný Rapport sur l’état de la France. Byl také jmenován velvyslancem ve Švédsku. Ještě než však stihl opustit Paříž, vrátil se do hlavního města Napoleon I. (1815)
Po Napoleonově porážce v prosinci 1815 se Chateaubriand, šokován popravou vévody z Enghienu (posledního potomka vítěze z Rocroi), příliš nerozpakoval hlasovat v senátu pro smrt maršála Neye. Byl jmenován státním ministrem a vévodou Francie (pair de France). Jelikož však v La Monarchie selon la Charte kritizoval usnesení poslanecké sněmovny (nedostupné komory) z 5. září 1816, ztratil post státního ministra. Od této chvíle se dal na stranu ultraroajalistů a stal se jedním z hlavních redaktorů časopisu le Conservateur, nejmocnější zbrani této strany. Podle Pascala Melky, autora Victor Hugo, un combat pour les opprimés. Etude de son évolution politique byl le Conservateur původním impulzem k vydávání literárního revue le Conservateur Littéraire bratrů Abela a Victora Huga.
Vražda vévody Berryho v roce 1820 ho spojovala stále víc s královským dvorem: při téhle příležitosti napsal Mémoires sur la vie et la mort du duc. Téhož roku byl jmenován ministrem Francie v Berlíně a od roku 1822 se stal velvyslancem v Anglii (kde proslul jako kuchař pečeně, která později nesla jeho jméno).
Byl jedním ze zplnomocněnců kongresu ve Veroně, kde bylo přes nesouhlas Anglie rozhodnuto o francouzské invazi do revolučního Španělska. Po návratu získal místo ministra zahraničí. Ve Španělsku zaznamenala francouzská vojska úspěchy, vítězstvím v bitvě o Trocadéro roku 1823 byl dobyt Cádiz. Kvůli neshodám s ministerským předsedou M.de Villèlem byl však Chateaubriand 6. června vykázán ze země.
V letech 1826–1828 se vrátil do Paříže. Ihned se dal k opozici, ale tentokrát na straně liberálů. Bojoval, jak mohl s ministrem Villèlem, ať už v poslanecké sněmovně, nebo v deníku Journal des débats, kde předpověděl jeho porážku: jevil se zde jako rytíř bránící svobodu tisku a nezávislost Řecka, čímž si získal velkou popularitu.
Po pádu ministra Villéleho byl jmenován velvyslancem v Římě (1828), kam ho tentokrát doprovodila Céleste, která se s nadšením ujala postu velvyslankyně. S příchodem ministra Polignaca podal Chateabriand demisi a tím ukončil svou politickou kariéru.
Od roku 1838 až do své smrti žil v Paříži v ulici Rue du Bac, číslo popisné 120. Již téměř nevycházel, zato ale přijímal četné návštěvy a věnoval se dokončování svých Pamětí, započatých v roce 1811. V roce 1847 ovdověl a umírá 4. července 1848.
Podle svého přání byl pochován nedaleko svého rodiště v přístavním městě Saint-Malo na ostrově Grand Bé.

## Dílo

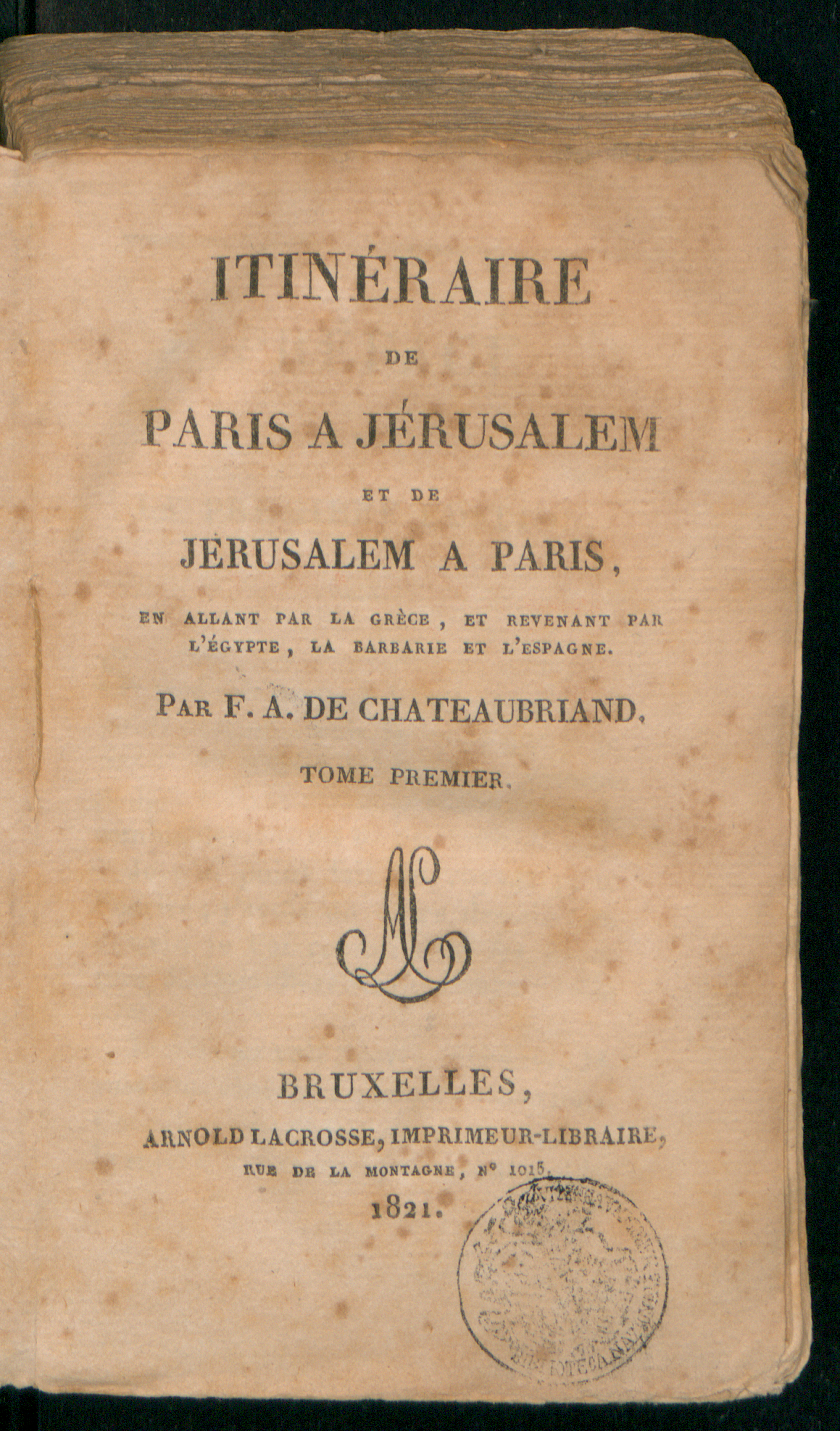
Itinéraire de Paris à Jérusalem et de Jérusalem à Paris, 1821

- Essai sur les révolutions (Rozprava o revolucích, 1797)
- Atala, ou les Amours de deux sauvages dans le désert (Atala aneb Láska dvou divochů na poušti, 1801) – novela je tragickým příběhem lásky muže a ženy indiánského původu v severoamerické pustině; křesťanské ideály se zde spájejí s lyrickými popisy přírody a lidských vášní. Tímto dílem autor vnesl do evropské literatury vysněný obraz exotické americké krajiny.
- René (1802) – autobiografická novela, příběh romantického rozervance.
- Le génie du christianisme ou les Beautés de la religion chrétienne (Duch křesťanství aneb Krásy křesťanského náboženství, 1802) – historická epopej, v níž oslavuje ideály křesťanství a středověku.
- Les martyrs, ou le Triomphe de la foi chrétienne (Mučedníci, aneb Triumf křesťanské víry, 1804) – apologetické drama z doby pronásledování prvních křesťanů v Římě za vlády císaře Vespasiána; římský vojín a křesťanská dívka skončí v aréně rozsápáni tygrem; první romantický historický román ve francouzské literatuře.
- Itinéraire de Paris à Jérusalem (1811)
- De Buonaparte et des Bourbons (1814)
- Les Aventures du dernier Abencerage (Příhody posledního z Abencerážů, 1826)
- Les Natchez (1826)
- Vie de Rancé (1844)
- Paměti ze záhrobí (Mémoires d'outre-tombe, vydáno posmrtně 1849–1850) – kniha autorových pamětí[6]